# Михалек, Адам
Адам Михалек (чеш. Adam Michálek; род. 8 апреля 1975, Годонин) — чешский гребец, выступавший за сборную Чехии по академической гребле в 1993—2004 годах. Обладатель двух серебряных медалей Кубка мира, победитель и призёр первенств национального значения, участник двух летних Олимпийских игр.

## Биография
Адам Михалек родился 8 апреля 1975 года в городе Годонин, Чехословакия. Проходил подготовку в Праге в столичном гребном клубе «Дукла».
Впервые заявил о себе в академической гребле на международном уровне в сезоне 1993 года, когда вошёл в состав чешской национальной сборной и выступил на юниорском мировом первенстве в Норвегии, где в зачёте парных четвёрок стал 13-м.
В 1995 году в той же дисциплине финишировал четвёртым на молодёжном Кубке наций в Гронингене.
Благодаря череде удачных выступлений удостоился права защищать честь страны на летних Олимпийских играх 1996 года в Атланте. Вместе с напарником Михалом Ваброушеком стартовал в парных двойках лёгкого веса — сумел квалифицироваться лишь в утешительный финал С и расположился в итоговом протоколе соревнований на 13-й строке. Также в этом сезоне побывал на чемпионате мира в Глазго, где в лёгких парных четвёрках финишировал пятым.
В 1997 году в парных четвёрках был шестым на молодёжном Кубке наций в Милане.
В 2000 году отметился выступлением на чемпионате мира в Загребе, став в программе распашных рулевых четвёрок шестым.
В 2001 году на чемпионате мира в Люцерне показал девятый результат в безрульных двойках.
В 2002 году в безрульных двойках завоевал серебряную медаль на этапе Кубка мира в Мюнхене, был шестым на чемпионате мира в Севилье.
В 2003 году в той же дисциплине вновь получил серебро на этапе Кубка мира в Мюнхене, занял девятое место на чемпионате мира в Милане.
Находясь в числе лидеров гребной команды Чехии, благополучно прошёл отбор на Олимпийские игры 2004 года в Афинах. В паре с Петром Имре стартовал в программе безрульных двоек — занял последнее четвёртое место на предварительном квалификационном этапе, затем финишировал четвёртым в дополнительном отборочном заезде — с этими результатами в полуфинальную стадию соревнований не вышел.
После афинской Олимпиады Михалек больше не показывал сколько-нибудь значимых результатов в академической гребле на международной арене.